# Chiara Gamberale
Chiara Gamberale (Roma, 27 aprile 1977) è una scrittrice, conduttrice radiofonica, conduttrice televisiva e autrice televisiva italiana.

## Biografia
Nata e cresciuta a Roma, figlia del dirigente pubblico e privato molisano Vito Gamberale e di Laura Fasolato, dopo aver frequentato prima il Liceo Ginnasio Statale Dante Alighieri e poi il Liceo classico Socrate della città natale, consegue la laurea presso il DAMS dell'Università di Bologna. Nel 1999 esce il suo primo romanzo, Una vita sottile e nel 1996 vince il premio di giovane critica Grinzane Cavour promosso da La Repubblica.
Nel 2002 comincia a lavorare per intuizione di Mariano Sabatini come conduttrice televisiva, affiancando Luciano Rispoli per la ripresa di Parola mia su Rai 3. Successivamente, lavora per Quarto Piano Scala a Destra, programma di cui è anche ideatrice. 
Dal 2005 al 2008 è autrice e conduttrice della trasmissione radiofonica "Trovati un bravo ragazzo" insieme al coinquilino Carlo Guarino in onda su Radio 24. 
Conduce il contenitore culturale Duende sull'emittente lombarda Seimilano, così come Io, Chiara e l'Oscuro su Rai Radio 2.
Nel 2008 è stata finalista per il Premio Campiello con il libro La zona cieca.
Collabora attivamente con il giornale La Stampa e le riviste Vanity Fair, Donna Moderna e IO donna.

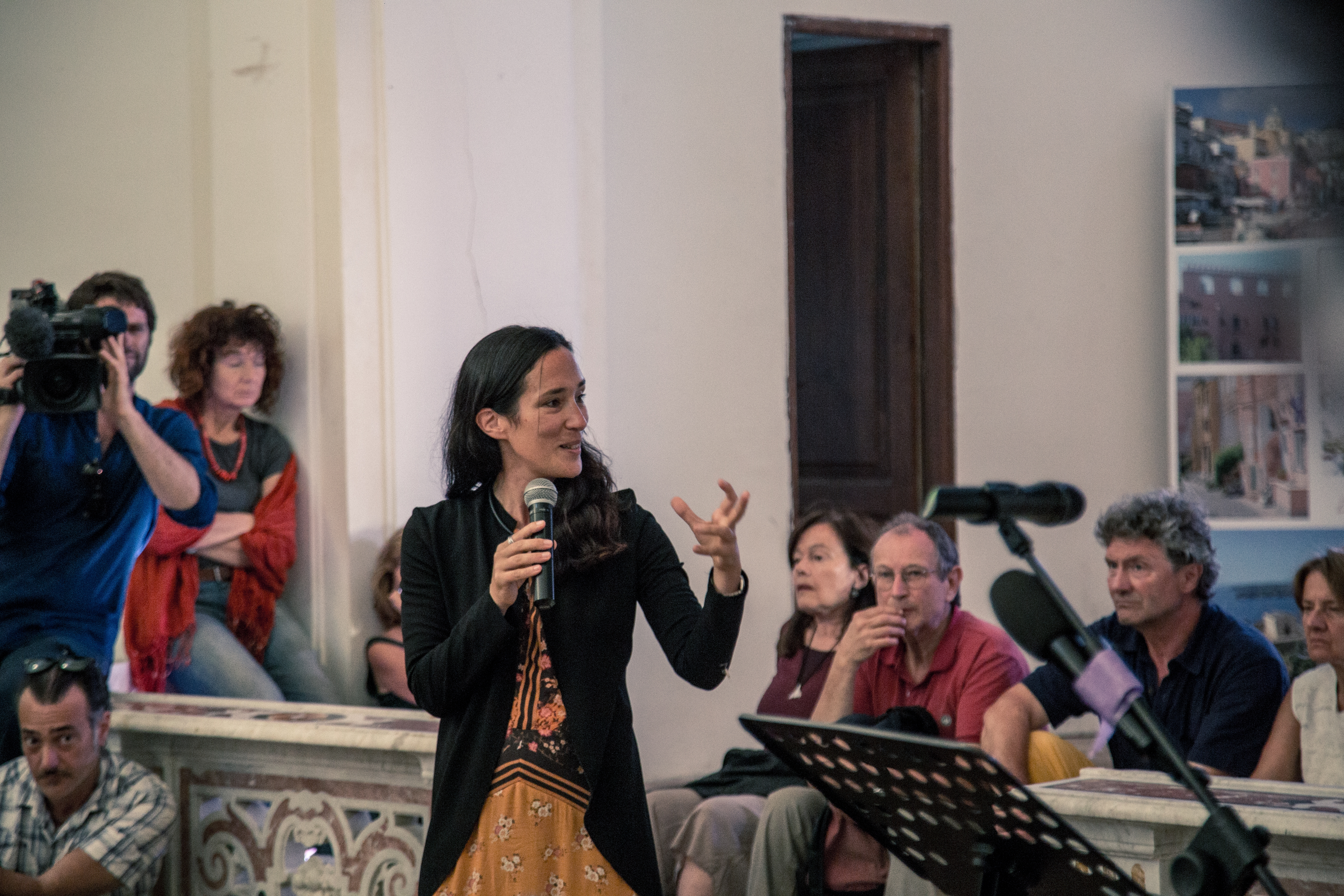
Chiara Gamberale al festival a Procida Racconta

È ideatrice e direttrice artistica dei Festival Procida Racconta e Fuoco al Centro, che si tiene ad Agnone.

## Vita privata
Dal 2003 al 2012 è stata sposata con Emanuele Trevi, critico letterario e scrittore. Dal 2016 al 2018 ha una relazione con Gianluca Foglia, direttore editoriale di Feltrinelli. Nel 2017 nasce sua figlia.

## Trasposizione cinematografica
- Nel 2002 è stato realizzato un film per la televisione della rai, tratto dal suo libro con l'omonimo titolo di Una vita sottile.
- Dal suo libro Una passione sinistra è stato liberamente tratto il soggetto per il film Passione sinistra, di Marco Ponti[5].
- Nel 2024 è uscito il film Dieci minuti di Maria Sole Tognazzi che racconta la rinascita di una donna, ispirato al suo quasi omonimo bestseller.

## Opere
- Una vita sottile, Venezia, Marsilio, 1999. ISBN 88-317-7121-3.
- Color lucciola, Venezia, Marsilio, 2001. ISBN 88-317-7645-2.
- Arrivano i pagliacci, Milano, Romanzo Bompiani, 2002. ISBN 978-88-452-5286-0.
- La zona cieca, Milano, Bompiani, 2008. ISBN 978-88-452-6001-8.
- Una passione sinistra, Milano, Corriere della sera, 2008; Milano, Bompiani, 2009. ISBN 978-88-452-6216-6.
- Le luci nelle case degli altri, Milano, Mondadori, 2010. ISBN 978-88-04-59544-1.
- L'amore quando c'era, Milano, Corriere della sera, 2011; Milano, Mondadori, 2012. ISBN 978-88-04-61783-9.
- Quattro etti d'amore, grazie, Milano, Mondadori, 2013. ISBN 978-88-04-61628-3.
- Per dieci minuti, Milano, Feltrinelli, 2013. ISBN 978-88-07-03071-0.
- Avrò cura di te, con Massimo Gramellini, Milano, Longanesi, 2014, ISBN 978-88-30-43668-8.
- Adesso, Milano, Feltrinelli, 2016, ISBN 978-88-0703-182-3.
- Qualcosa, illustrazioni di Tuono Pettinato, Milano, Longanesi, 2017, ISBN 978-88-304-4767-7.
- Tutti i colori della Vita,  illustrazioni di Valeria Petrone, Milano, Feltrinelli, 2018 ISBN 978-88-07-92318-0
- L'isola dell'abbandono, Milano, Feltrinelli, 2019, ISBN 978-88-0703-340-7.
- Come il mare in un bicchiere, Milano, Feltrinelli, 2020, ISBN 978-88-5884-071-9.
- Il grembo paterno, Milano, Feltrinelli, 2021, ISBN 978-88-07034-77-0.
- I fratelli Mezzaluna, Milano, Salani, 2023, ISBN 978-88-310-1586-8.
- Dimmi di Te, Einaudi, 2024,  ISBN 978-88-062-5954-9.